# John Fawcett
Pour les articles homonymes, voir Fawcett.
John Fawcett est un réalisateur et producteur de films et de télévision canadien né le 5 mars 1968 à Edmonton.
Il est principalement connu pour le film Ginger Snaps et pour la série télé Orphan Black qu'il a co-créée avec Graeme Manson.

## Filmographie

### Réalisateur (cinéma)
- 1992 : Half Nelson (court-métrage)
- 1994 : Scratch Ticket (court-métrage)
- 1996 : The Boys Club (Secrets d'ados)
- 2000 : Ginger Snaps
- 2005 : The Dark
- 2006 : Last Exit (Issue fatale)